# Nicolas-Joseph Maison

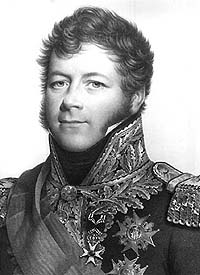
Nicolas-Joseph Maison

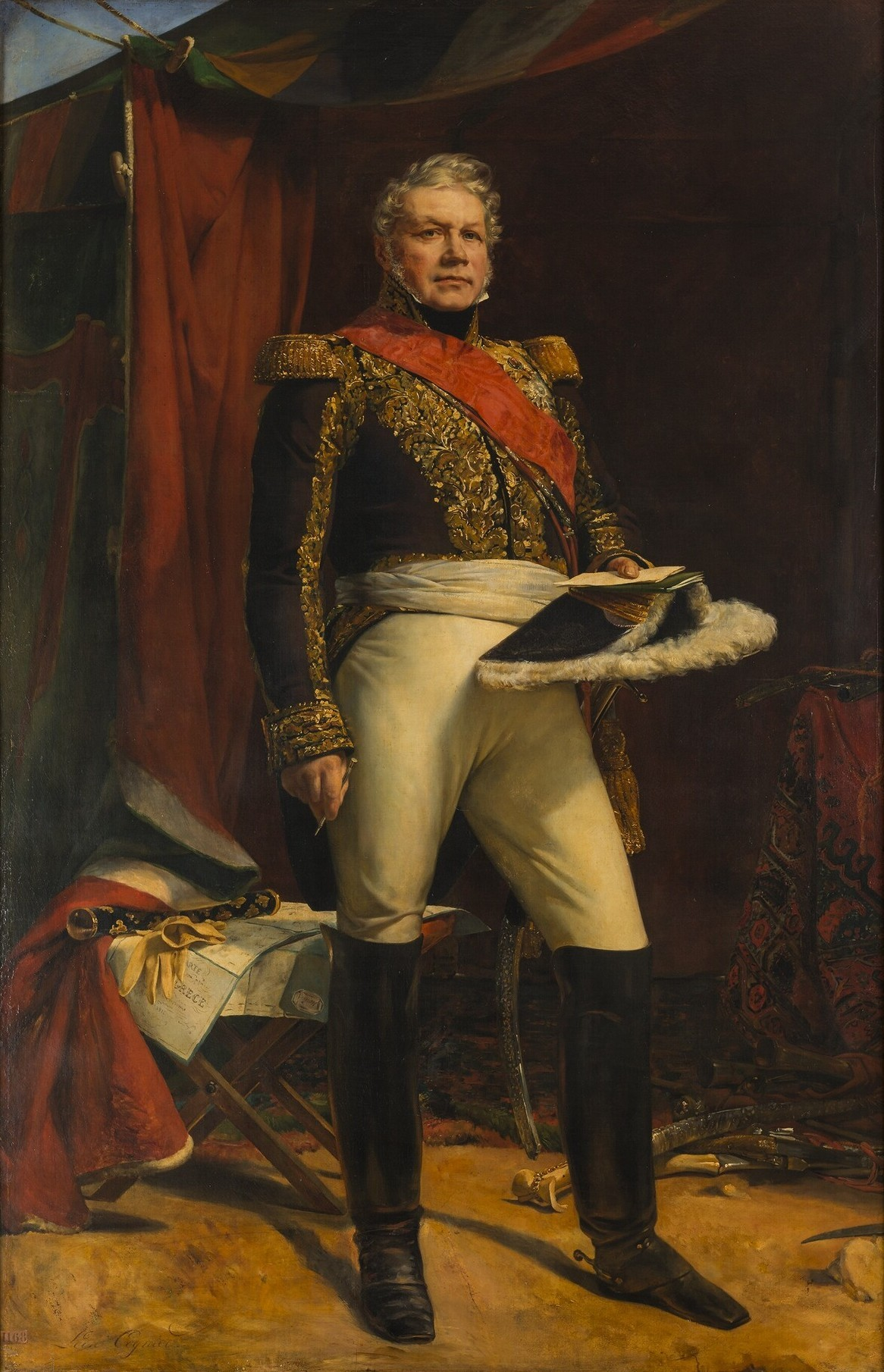
Maison als Marschall von Frankreich, Gemälde nach Leon Cogniet, 1835

Nicolas-Joseph, marquis Maison (* 19. Dezember 1771 in Épinay-sur-Seine bei Saint-Denis; † 13. Februar 1840 in Paris) war Marschall von Frankreich, Staatsmann, Außen- und Kriegsminister.

## Leben

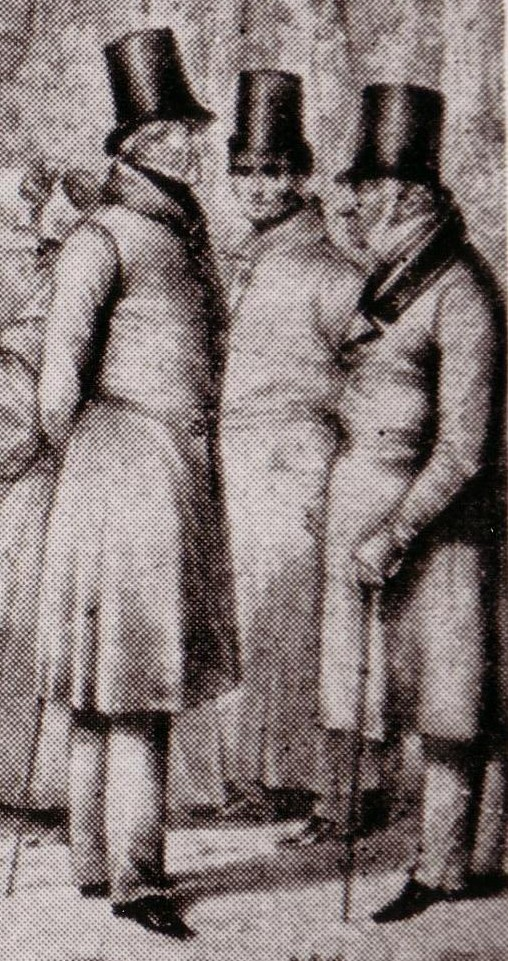
Marquis Nicolas-Joseph Maison (rechts), Frankreichs Botschafter in St. Petersburg, im Jahr 1832 bei einem politischen Treffen in Bad Teplitz mit Generaladjutant Job von Witzleben (Mitte) und General Leopold Wilhelm von Dobschütz (links)
(Ausschnitt einer Lithografie von Theodor Hosemann (1807–1875))

Maison begann seinen Dienst 1789 zu Beginn der Französischen Revolution in der Pariser Nationalgarde. Als Freiwilliger trat er am 22. Juli 1791 in die Armee ein, er wurde rasch Capitaine und zeichnete sich in den Schlachten bei Jemappes und Fleurus aus. Nach dem 1. Mai 1796 wurde er zum Chef de bataillon befördert. Er heiratete am 18. Dezember 1796 in Simmern die von dort stammende Magdalena (genannt Lina) Weygold.
1799 wurde er Generaladjutant des Kriegsministers Bernadotte und 1802 Gouverneur des piemontesischen Departements Tanaro.
1805 erwarb er das ehemalige Kloster Langwaden bei Grevenbroich samt zugehöriger Ländereien im Rheinland. Im Dezember 1805 kämpfte Maison unter Bernadotte in den Reihen des 1. Korps bei Austerlitz; mit dem 95. und 27. Linien-Regiment wehrte er alle russischen Gegenangriffe ab und wurde zum Général de brigade befördert. Am Krieg gegen Preußen nahm er 1806 wieder unter Bernadotte am Gefecht bei Saalfeld teil, nach der Schlacht bei Jena verfolgte er Blücher bis Lübeck. 1808 kämpfte Maison unter Marschall Victor in Spanien. Er entschied den Sieg bei Espinosa de los Monteros (10. November), wurde aber bei der Einnahme von Madrid schwer verwundet.
Ab Sommer 1810 stand er beim  Besatzungskorps in  Holland. Vom 25. Juli bis 17. November 1811 war er Kommandeur der 30. Militärdivision und am 25. Dezember wurde er Stadtkommandant von Utrecht.
Am 1. April 1812 übernahm er eine Brigade der 6. Division beim Beobachtungskorps an der Elbe. Beim Einmarsch der Grande Armee in Russland übernahm er im August eine Brigade der 6. Division (General Claude Legrand), die zur Düna vorstieß.
Nach der Schlacht bei Polozk wurde er zum Général de division befördert und an Stelle des verwundeten Marschalls Oudinot vorübergehend mit dem Oberbefehl über das 2. Korps betraut. Napoleon ernannte ihn während des Rückzuges an der Beresina zum Baron. Die Division unter Maison deckte im November 1812 den Rückzug des restlichen französischen Heers zur Weichsel.
Ab 9. März 1813 führte Maison eine Division des 2. Korps (jetzt Marschall Victor), Ende März stand er wieder an der Elbe. Er kommandierte dann die 16. Division im Verband des 5. Korps (General Lauriston) und kämpfte gegen die Preußen bei Großgörschen und Bautzen. Maison deckte im August 1813 nach der Niederlage gegen Blücher in der Schlacht an der Katzbach den Rückzug MacDonalds über die Neiße. Im Oktober 1813 kämpften seine Truppen in der Völkerschlacht bei Leipzig, wo er schwer verwundet wurde. Am 21. Dezember 1813 wurde vom Kaiser zum Großoffizier der Ehrenlegion und zum Grafen ernannt. Im Feldzug von 1814 diente er als Kommandeur des 1. Korps Belgien, namentlich die Festung Antwerpen, gegen die von Norden vordringenden Verbündeten.
Nach der Abdankung Napoleons unterwarf sich Maison im März 1814 Ludwig XVIII., der ihn zum Ritter des St.-Ludwigs-Orden und zum Militärgouverneur von Paris ernannte. Als Napoleon von Elba zurückkehrte, erhielt Maison das Kommando der vor Paris versammelten Truppen. Als diese zu Napoleon übergingen, flüchtete er nach Gent zum König, der ihn nach der neuerlichen Restauration am 8. Juli als Militärgouverneur von Paris und Kommandeur der 1. Militärdivision bestätigte.
Als sich Maison im September 1815 als Mitglied des über den Marschall Ney bestellten Kriegsgerichts für inkompetent erklärte, musste er seine Position in Paris aufgeben. Zwischen 10. Januar 1816 bis 17. Februar 1819 wurde er als Kommandeur der 8. Division nach Marseille versetzt. In erneuter Gunst wurde er 1817 zum Marquis und Pair ernannt und er zeichnete sich in der Kammer durch Freimütigkeit aus. Am 19. August 1821 erhielt er wiederum seinen Posten als Gouverneur von Paris.
Am 24. Juli 1828 wurde Maison Oberbefehlshaber der französischen Morea-Expedition, er zwang die osmanischen Truppen unter Ibrahim Pascha durch die Konvention vom 7. September zur Einschiffung. 1829 kehrte er nach Frankreich zurück und erhielt den Marschallstab. Das Kabinett unter Graf Jules de Polignac regierte konsequent an der Abgeordnetenkammer vorbei, was zum Ausbruch der Julirevolution von 1830 führte, Maison erklärte sich dabei loyal für die Dynastie Orléans. Am 2. November 1830 übernahm er für zwei Jahre das Ministerium des Auswärtigen, danach ging er als Gesandter nach Wien und 1833 nach Petersburg. Von Ende April 1835 bis 19. September 1836 war er Kriegsminister, zog sich danach von allen Staatsgeschäften zurück und starb am 13. Februar 1840.

## Ehrungen
- 1840: Großkreuz der Ehrenlegion

Sein Name ist am Triumphbogen in Paris in der 14. Spalte eingetragen.
In Athen und Patras sind ihm Straßen gewidmet (Mäzonos, Μαίζωνος: Genitiv der gräzisierten Form seines Namens, Μαίζων).